# Zagvozd
Zagvozd ist eine Gemeinde Kroatiens und liegt in der Gespanschaft Split-Dalmatien. Laut der Volkszählung von 2021 hat die Gemeinde 957 Einwohner.

## Lage
Zagvozd befindet 19 km südwestlich von Imotski. Es liegt zwischen dem Biokovo-Gebirge und dem Imotski-Feld (Imotsko polje).

## Kultur
Der Ort besitzt mehrere Kirchen und Kapellen:
- Gospa od Karmela (1963)
- Svi sveti (17. Jahrhundert; 1973 erneuert)
- sv. Marija (17. Jahrhundert)
- sv. Stjepan (19. Jahrhundert)
- Sveti križ (17. Jahrhundert)

In der Umgebung gibt es zahlreiche archäologische Lokalitäten: Stećci, alte Grabsteine (Zaranč-ploča aus 1645 und andere).

## Geschichtliches
Beim Massaker von Široki Brijeg (1945) wurden Ordensbrüder Richtung Split abtransportiert. Die Mehrzahl von ihnen wurde höchstwahrscheinlich in Zagvozd getötet.

## Orte der Gemeinde
- Alagići
- Baltići
- Bartulovići
- Brzice
- Buljubašići
- Butige
- Dedići
- Drljići
- Gaće
- Gornji Čaglji
- Kristića Brig
- Kurtovići
- Milići
- Mlikote
- Mucići
- Mušure
- Pirići
- Prodani
- Radići
- Rako
- Stanići
- Stapići
- Sušići
- Šuvari
- Svaguše
- Tomičići

## Persönlichkeiten
- Nediljko Šuvar, Künstler
- Dragan Mucić, Dichter und Theaterwissenschaftler
- Vedran Mlikota, Schauspieler
- Joško Čagalj (* 1972), Sänger
- Stipe Šuvar (1936–2004), Politiker
- Julija Stapić-Katić, Künstlerin und Dichterin
- Mate Maksim Mlikota,  Künstler
- Danijel Prodan, Dichter
- Ivica Šušić, Dichter
- Joško Tomičić, Sänger
- Nikola Tomičić, Fußballspieler